# Mirza Basheer-ud-Din Mahmood Ahmad
Mirza Basheer-ud-Din Mahmood Ahmad (ourdou : مرزا بشیر الدین محمود احمد, né le 12 janvier 1889 – mort le 7 novembre 1965) est le deuxième calife (en) de l'ahmadisme (arabe : خليفة المسيح  الثاني, khalīfatul masīh al-thāni). Fils aîné de Mirza Ghulam Ahmad et de sa deuxième femme Nusrat Jahan Begum (en), il est élu le 14 mars 1914, le lendemain de la mort de son prédécesseur Hakim Nur-ud-Din. L'élection de Mahmood Ahmad mène à une scission au sein du mouvement, dont une partie refuse de prêter allégeance au nouveau calife. Cela ne l'empêche pas de mener le mouvement pendant plus d'un demi-siècle, établissant différentes structures pour organiser la communauté.
Orateur réputé, Mahmood Ahmad est également une personnalité politique reconnue dans le monde indien pré-partition. Lors de celle-ci, il veille à la migration sécuritaire des Ahmadis de Qadian jusqu'au Pakistan, menant la communauté à construire la nouvelle ville de Rabwah. Au sein du mouvement, Mahmood Ahmad est reconnu comme le Musleh Ma'ood (le réformateur promis) et le « fils promis » par Dieu à Ghulam Ahmad.
Mahmood Ahmad est également connu pour la publication de Tafsīr-e-Kabīr (en), une exégèse du Coran en dix volumes. Une compilation de ses travaux en 26 volumes, intitulée Anwārul Uloom, recueille environ 800 de ses œuvres et discours. 
Il est aussi membre fondateur et premier président de l'All India Kashmir Committee (en). 

## Jeunesse et formation
Mirza Basheer-ud-Din Mahmood naît le 12 janvier 1889 à Qadian, la même année que le fondement du mouvement Ahmadiyya. En raison de troubles de santé chroniques, Mahmood Ahmad est incapable de fréquenter des institutions d'enseignement secondaire. Il passe sa jeunesse à servir le mouvement, notamment en fondant la revue Tash'heezul Az'haan et en accompagnant son père lors de ses nombreux voyages. Le 26 mai 1908, Ghulam Ahmad meurt à Lahore. Le lendemain, Mahmood Ahmad donne son soutien à Hakeem Noor-ud-Din comme successeur à son père. À cette époque, Mahmood Ahmad continue d'étudier le Coran, le Sahih al-Bukhari, le Masnavi ainsi que des principes de médecine sous la direction de Noor-ud-Din, avec qui il développe de forts liens d'amitié et qui exercera sur lui une certaine influence au cours du reste de sa vie.
Mahmood Ahmad écrit des articles pour divers périodiques de la communauté et s'engage dans des débats théologiques. Il visite l'Égypte et l'Arabie saoudite en septembre 1912 et y effectue le pèlerinage Hajj. Lors de son retour à Qadian en juin 1913, il lance le journal Al-Fazl (en).

## Élection et califat
Il fut remplacé au califat, à sa mort en 1965, par son fils aîné Mirza Nasir Ahmad